# Johannes Schettel
Johannes Schettel (* 4. April 1959 in Bigge-Olsberg) ist ein ehemaliger deutscher Rennrodler.

## Leben
Schettel ist der Sohn eines Hoteliers (Hotel Schettel in Bigge-Olsberg). Er ist gelernter Koch und Hotelmetzger mit Meisterprüfung. Schettel war in den 1980er Jahren einer der besten deutschen Rennrodler. Er wurde viermal (1982, 1983, 1985 und 1986) Deutscher Meister. Bei der Weltmeisterschaft 1989 errang er die Bronzemedaille im Einzel. Bei der Europameisterschaft gewann er 1988 im mixed team event Gold und Bronze im Einzel. Im mixed team event folgte bei der Europameisterschaft 1990 Silber. Im Weltcup der Rennrodler wurde er Zweiter 1986 und Dritter 1989. Schettel startete für den BRC Dortmund. Schettel war jahrelang der Beste seiner Sportart, bis er diese Position 1988 an den Olympiazweiten von Calgary, Georg Hackl verlor. Er beendete seine Sportler-Laufbahn 1989.
Nach seiner Sportzeit machte er sich mit seiner Frau Claudia mit einem kleinen Geschäft für Sportartikelbekleidung in Olsberg selbständig.